# Sowjetischer Eishockeypokal
Der Sowjetische Eishockeypokal war der nationale Pokalwettbewerb der Sowjetunion im Eishockey.

## Modus
Der sowjetische Eishockeypokal fand zwischen 1951 und 1989 in unregelmäßigen Abständen parallel zum Ligenspielbetrieb statt. Rekordpokalsieger war der sowjetische Rekordmeister HK ZSKA Moskau mit insgesamt zwölf Titelgewinnen. Die letzte Austragung des Pokals fand unter dem Namen Sowjetischer Ligapokal statt.

## Sieger
| Saison | Pokalsieger           |
| ------ | --------------------- |
| 1989   | Krylja Sowetow Moskau |
| 1988   | HK ZSKA Moskau        |
| 1979   | HK ZSKA Moskau        |
| 1977   | HK ZSKA Moskau        |
| 1976   | HK Dynamo Moskau      |
| 1974   | Krylja Sowetow Moskau |
| 1973   | HK ZSKA Moskau        |
| 1972   | HK Dynamo Moskau      |
| 1971   | HK Spartak Moskau     |
| 1970   | HK Spartak Moskau     |
| 1969   | HK ZSKA Moskau        |
| 1968   | HK ZSKA Moskau        |
| 1967   | HK ZSKA Moskau        |
| 1966   | HK ZSKA Moskau        |
| 1961   | HK ZSKA Moskau        |
| 1956   | ZSK MO Moskau         |
| 1955   | ZSK MO Moskau         |
| 1954   | ZDSA Moskau           |
| 1953   | HK Dynamo Moskau      |
| 1952   | WWS MWO Moskau        |
| 1951   | Krylja Sowetow Moskau |

## Pokalsiege nach Teams
| Titel | Mannschaft            | Jahr                                                                   |
| ----- | --------------------- | ---------------------------------------------------------------------- |
| 12    | HK ZSKA Moskau        | 1954, 1955, 1956, 1961, 1966, 1967, 1968, 1969, 1973, 1977, 1979, 1988 |
| 3     | Krylja Sowetow Moskau | 1951, 1974, 1989                                                       |
| 3     | HK Dynamo Moskau      | 1953, 1972, 1976                                                       |
| 2     | HK Spartak Moskau     | 1970, 1971                                                             |
| 1     | WWS MWO Moskau        | 1952                                                                   |